# جریان خون کلیوی
جریان خون کلیوی شاخصی در فیزیولوژی کلیه است که مقدار حجمی از پلاسمای خون که در واحد زمان به کلیه می‌رسد را می‌سنجد. و با استفاده از فرمول فلیکر قابل اندازه‌گیری است:
{\displaystyle RPF={\frac {U_{x}V}{P_{a}-P_{v}}}}
RPF:فلو پلاسما کلیه
U_x: غلظت ماده x در ادرار
V: فلوی ادرار
P_a: غلظت شریانی ماده x
P_v: غلظت وریدی ماده x

## اندازه‌گیری
در عمل از کلیرنس PAH برای محاسبه جریان مؤثر پلاسما کلیه (eRPF) استفاده می‌شود. PAH یا (para-aminohippurate) بدون بازجذب در نفرون فیلتر می‌شود. در دوزهای پایین غلظت وریدی PAH صفر است ولی در عمل eRPF حدوداً ده درصد RPF را کمتر تخمین می‌زند.
با توجه به فرمول کلیرنس کلیه:
{\displaystyle eRPF={\frac {U_{x}}{P_{a}}}V}
eRPF برای PAH به صورت زیر خواهد بود:
{\displaystyle eRPF={\frac {U_{PAH}}{P_{PAH}}}V}